# فيكتور ويلارد
فيكتور ويلارد (بالإنجليزية: Victor Willard)‏ هو فلاح وسياسي أمريكي، ولد في 1813. انتخب عضو مجلس ولاية ويسكونسن.